# Pedro Leão Veloso Filho
Pedro Leão Veloso Filho (Inhambupe, Bahia, 19 de março de 1856 — Paris, 31 de outubro de 1923) foi um advogado, fazendeiro e político brasileiro.
Era filho do senador Pedro Leão Veloso e de Francisca Autran da Mata e Albuquerque. Foi pai do embaixador Pedro Leão Veloso.
Foi deputado federal pela Bahia de 1906 a 1920.
Foi presidente da província de Alagoas, de 6 de julho a 7 de outubro de 1885.